# 長樂寺站
長樂寺站（日语：／ Chorakuji eki */?）是位於廣島縣廣島市安佐南區長樂寺一丁目，廣島高速交通的廣島新交通1號線（Astram線）車站。

## 概要
原本鐵路線是從本通站建設至此站之間，於此站附近設置長樂寺車廠。現時有許多列車班次以此作為起點或終點站。在1994年亞洲運動會決定在廣島舉行之際，為了連接Big Arch，使鐵路線延伸至廣域公園前站。

## 歷史
- 1994年（平成6年）8月20日 - 車站啟用[1]。
- 1999年（平成11年）3月20日 - 在時間表修正後，此站成為急行列車停車站[1]。
- 2000年（平成12年） - 成為業務委託車站[2]。
- 2004年（平成16年）3月20日 - 在時間表修正後，取消急行列車班次[1]。
- 2009年（平成21年）8月8日 - 此站開始可以使用PASPY[1]。
- 2015年（平成27年） - 站內廣播與月台發車牌翻新至與新白島站同等級。

## 車站構造
車站是一座架空車站，設有1面2線的島式月台。月台下一層設有售票機和閘機。

### 月台
| 月台 | 路線             | 上下行 | 方向           |
| ---- | ---------------- | ------ | -------------- |
| 1    | ■廣島新交通1號線 | 下行   | 廣域公園前方向 |
| 2    | ■廣島新交通1號線 | 上行   | 本通方向       |

## 車站周邊
- 長樂寺車廠
- 廣島高速交通總部
- 沼地交通博物館（日语：広島市交通科学館）（廣島市交通科學館）
- WANTS 長樂寺店
- 島村（日语：しまむら）長樂寺店
- 廣島市立安西小學
- 廣島市立安西中學
- 廣島縣立安西高等學校（日语：広島県立安西高等学校）
- 廣島銀行沼田分店
- 紅葉銀行安中央出張所

## 利用状況
以下數據取自《廣島市統計書》。Astram線公開了「1年總乘車人次」和「1年總下車人次」。1日平均乘車人次數據中，是以當年度的總乘車人次除以365（閏年為366），再取自小數點後1位。Astram線所提供的數據以1,000人為單位，因此，平均數中會有誤差。
| 年度               | 1日平均 乘車人次 | 1年總 乘車人次 | 1年總 下車人次 |
| ------------------ | ---------------- | -------------- | -------------- |
| 1995年（平成07年） | 1,743.2          | 638,000        | 595,000        |
| 1996年（平成08年） | 1,712.3          | 625,000        | 569,000        |
| 1997年（平成09年） | 1,682.2          | 614,000        | 549,000        |
| 1998年（平成10年） | 1,608.2          | 587,000        | 525,000        |
| 1999年（平成11年） | 1,573.8          | 576,000        | 519,000        |
| 2000年（平成12年） | 1,561.6          | 570,000        | 513,000        |
| 2001年（平成13年） | 1,564.4          | 571,000        | 521,000        |
| 2002年（平成14年） | 1,378.1          | 503,000        | 463,000        |
| 2003年（平成15年） | 1,303.3          | 477,000        | 436,000        |
| 2004年（平成16年） | 1,328.8          | 485,000        | 444,000        |
| 2005年（平成17年） | 1,342.5          | 490,000        | 452,000        |
| 2006年（平成18年） | 1,375.3          | 502,000        | 464,000        |
| 2007年（平成19年） | 1,404.4          | 514,000        | 478,000        |
| 2008年（平成20年） | 1,468.5          | 536,000        | 502,000        |
| 2009年（平成21年） | 1,391.8          | 508,000        | 471,000        |
| 2010年（平成22年） | 1,367.1          | 499,000        | 457,000        |
| 2011年（平成23年） | 1,360.7          | 498,000        | 454,000        |
| 2012年（平成24年） | 1,372.6          | 501,000        | 458,000        |
| 2013年（平成25年） | 1,405.5          | 513,000        | 468,000        |
| 2014年（平成26年） | 1,446.6          | 528,000        | 488,000        |
| 2015年（平成27年） | 1,524.6          | 558,000        | 511,000        |
| 2016年（平成28年） | 1,558.9          | 569,000        | 524,000        |
| 2017年（平成29年） | 1,594.5          | 582,000        | 538,000        |
| 2018年（平成30年） | 1,558.9          | 569,000        | 528,000        |
| 2019年（令和元年） | 1,541.0          | 564,000        | 524,000        |

## 相鄰車站
廣島高速交通
廣島新交通1號線（Astram線）
高取－長樂寺－伴

## 注腳
1. 1 2 3 4 5  曾根悟（監修）. 朝日新聞出版分冊百科編集部（編集） , 编. . 週刊朝日百科. 30号 モノレール・新交通システム・鋼索鉄道. 朝日新聞出版. 2011-10-16: 25 （日语）.
2. ↑   (PDF). 廣島高速交通.   [2017-08-08]. （原始内容存档 (PDF)于2021-06-02） （日语）.

## 外部連結
- Astram線　官方網站 （页面存档备份，存于）（日語）